# Xian de Guangrao
Le xian de Guangrao (广饶县 ; pinyin : Guǎngráo Xiàn) est un district administratif de la province du Shandong en Chine. Il est placé sous la juridiction de la ville-préfecture de Dongying.

## Démographie
La population du district était de 470 198 habitants en 1999.